# Liste der Monuments historiques in La Chapelle-la-Reine
Die Liste der Monuments historiques in La Chapelle-la-Reine führt die Monuments historiques in der französischen Gemeinde La Chapelle-la-Reine auf.

## Liste der Bauwerke
| Bezeichnung                                   | Beschreibung | Standort | Kennzeichnung | Schutzstatus | Datum | Bild |
| --------------------------------------------- | ------------ | -------- | ------------- | ------------ | ----- | ---- |
| Tür der Sakristei in der Kirche Ste-Geneviève |              | (Lage)   | PA00086864    | Classé       | 1862  |      |

## Liste der Objekte
Zum Verständnis siehe: Kirchenausstattung
- Monuments historiques (Objekte) in La Chapelle-la-Reine in der Base Palissy des französischen Kultusministeriums